# Хосуе Домингез
Хосуе Домингез Рамон (шп. Josué Dominguez Ramon; Сантијаго де лос Кабаљерос, 20. новембар 1996) доминикански је пливач чија специјалност су трке прсним стилом. 

## Спортска каријера
Домингез је дебитовао на међународним такмичењима на светском првенству у малим базенима у Истанбулу 2012, у доби од свега 16 година. На истом такмичењу је наступио и две године касније, у катарској Дохи. Током наредне четири године посветио се студијима у Сједињеним Државама, и током тог периода се такмичио искључиво на нижеразредним факултетским такмичењима. 
Први значајнији супех у акриејри остварио је на првенству Централне Америке и Кариба 2019. одржаном на Барбадосу, где је освојио златне медаље у тркама на 100 и 200 метара прсним стилом. Месец дана касније дебитовао је на светском првенству у великим базенима које је одржано у корејском Квангџуу, где је наступио у квалификационим тркама на 50 прсно (45. место) и 200 прсно (49. место). 
Пливао је и на Панамеричким играма 2019. у Лими, где му је најбољи резултат било осмо место у Б финалу трке на 100 прсно. 
Иако је Домингезимао испливано квалификационо време за наступ на ЛОИ 2016. у Рију, он је одустао од такмичења и одлучио се за мисионарски позив у Пуебли у Мексику, где је тада служио као припадник Цркве Исуса Христа светаца последњих дана.